# Светско првенство у хокеју на леду 2015 — Дивизија I
Светско првенство дивизије I 2015. у хокеју на леду у организацији Међународне хокејашке федерације одржавало се по 15. пут у периоду од 13. до 25. априла 2015, као друго квалитативно такмичење националних селекција за титулу хокејашког светског првака. На првенству је учествовало укупно 12 екипа подељених у две квалитетне групе са по 6 тимова.
Турнир групе А играо се у пољском Кракову од 19. до 25. априла, док је турнир групе Б одржаван од 13. до 19. априла у холандском Ајндховену. Турнир групе А првобитно је требало да буде одржан у Доњецку у Укарјини, али је због ратних сукоба у тој земљи домаћинство промењено у септембру 2014. године.
Титуле победника освојиле су селекције Казахстана у групи А и Јужне Кореје у групи Б.

## Учесници
На првенству учествује 12 националних селекција подељених у две квалитетне скупине са по 6 екипа, од којих су 9 из Европе и 3 из Азије.
Новајлије на првенству у 2015. су селекције Италије и Казахстана (обе се такмиче у групи А) које су 2014. испале из елитне групе, те Естоније која је победила на првенству друге дивизије 2014. године (такмичи се у групи Б).
| Репрезентација | Резултат у 2014. години        |
| -------------- | ------------------------------ |
| Италија        | 15. место у елитној групи      |
| Казахстан      | 16. место у елитној групи      |
| Јапан          | 3. место у Дивизији I, група А |
| Украјина       | 4. место у Дивизији I, група А |
| Мађарска       | 5. место у Дивизији I, група А |
| Пољска         | 1. место у Дивизији I, група Б |

| Репрезентација | Резултат у 2014. години         |
| -------------- | ------------------------------- |
| Јужна Кореја   | 6. место у Дивизији I, група А  |
| Хрватска       | 2. место у Дивизији I, група Б  |
| Литванија      | 3. место у Дивизији I, група Б  |
| УК             | 4. место у Дивизији I, група Б  |
| Холандија      | 5. место у Дивизији I, група Б  |
| Естонија       | 1. место у Дивизији II, група А |

## Турнир групе А
Такмичење у групи А одржавало се у периоду између 19. и 25. априла 2015, а све утакмице играле су се у Краков арени у Кракову, у Пољској. Капацитет дворане је 18.000 седећих места. Турнир се одржавао по једнокружном лигашком систему свако са сваким у пет кола, а две првопласиране селекције обезбедиле су пласман у елитни ранг за 2016. годину. Последњепласирани тим је испао у групу Б где ће 2016. да се бори за опстанак у првој дивизији.
Пласман у виши ранг такмичења обезбедиле си селекције Казахстана као победника, и Мађарске као другопласиране екипе, док је репрезентација Украјине испала у нижи ранг. За најкориснијег играча турнира проглашен је нападач репрезентације Казахстана Роман Старченко.
Све утакмице је посматрао укупно 66.651 гледалац, или у просеку 4.443 гледаоца по утакмици. Постигнут је укупно 71 погодак, или у просеку 4,443 голова по утакмици.

### Судије
Списак судија делегираних на такмичењу у овој групи:

### Резултати групе А
Сатница је по локалном времену (УТЦ+2)
| 19. април 2015. 13:00 | Мађарска | 4 : 2 (1:1, 1:1, :) | Јапан | Арена Краков, Краков Посетилаца: 2.543 |

| Извор | Извор         | Извор | Извор | Извор                                                                            |
| ----- | ------------- | ----- | ----- | -------------------------------------------------------------------------------- |
|       |               |       |       | Судије Андрис Ансонс Марк Вијеганд Линијске судије Дмитри Гољак Војћех Мошчињски |
|       |               |       |       |                                                                                  |
| 2 мин | Искључења     | 8 мин |       |                                                                                  |
| 28    | Шутеви на гол | 23    |       |                                                                                  |

| 19. април 2015. 16:30 | Украјина | 2 : 5 (0:2, 0:1, 2:2) | Казахстан | Арена Краков, Краков Посетилаца: 2.108 |

| Извор | Извор         | Извор | Извор | Извор                                                                      |
| ----- | ------------- | ----- | ----- | -------------------------------------------------------------------------- |
|       |               |       |       | Судије Петер Гебеј Маркус Линде Линијске судије Ендру Далтон Матјаж Хрибар |
|       |               |       |       |                                                                            |
| 8 мин | Искључења     | 8 мин |       |                                                                            |
| 16    | Шутеви на гол | 24    |       |                                                                            |

| 19. април 2015. 20:00 | Пољска | 1 : 2 (0:1, 1:1, 0:0) | Италија | Арена Краков, Краков Посетилаца: 9.456 |

| Извор  | Извор         | Извор  | Извор | Извор                                                                     |
| ------ | ------------- | ------ | ----- | ------------------------------------------------------------------------- |
|        |               |        |       | Судије Рене Храдил Вики Трилар Линијске судије Рене Јенсен Тибор Ровенски |
|        |               |        |       |                                                                           |
| 29 мин | Искључења     | 10 мин |       |                                                                           |
| 18     | Шутеви на гол | 28     |       |                                                                           |

| 20. април 2015. 13:00 | Казахстан | 5 : 0 (1:0, 3:0, 1:0) | Мађарска | Арена Краков, Краков Посетилаца: 3.289 |

| Извор | Извор         | Извор  | Извор | Извор                                                                              |
| ----- | ------------- | ------ | ----- | ---------------------------------------------------------------------------------- |
|       |               |        |       | Судије Рене Храдил Данијел Конц Линијске судије Тибор Ровенски Александар Валдејер |
|       |               |        |       |                                                                                    |
| 4 мин | Искључења     | 16 мин |       |                                                                                    |
| 22    | Шутеви на гол | 12     |       |                                                                                    |

| 20. април 2015. 16:30 | Италија | 2 : 1 (про) (0:0, 1:1, 0:0; 1:0) | Украјина | Арена Краков, Краков Посетилаца: 1.392 |

| Извор  | Извор         | Извор  | Извор | Извор                                                                            |
| ------ | ------------- | ------ | ----- | -------------------------------------------------------------------------------- |
|        |               |        |       | Судије Андрис Ансонс Марк Вијеганд Линијске судије Дмитри Гољак Војћех Мошчињски |
|        |               |        |       |                                                                                  |
| 12 мин | Искључења     | 12 мин |       |                                                                                  |
| 33     | Шутеви на гол | 19     |       |                                                                                  |

| 20. април 2015. 20:00 | Јапан | 0 : 2 (0:0, 0:0, 0:2) | Пољска | Арена Краков, Краков Посетилаца: 2.662 |

| Извор | Извор         | Извор | Извор | Извор                                                                      |
| ----- | ------------- | ----- | ----- | -------------------------------------------------------------------------- |
|       |               |       |       | Судије Петер Гебел Маркус Линде Линијске судије Ендру Далтон Матјаж Хрибар |
|       |               |       |       |                                                                            |
| 2 мин | Искључења     | 4 мин |       |                                                                            |
| 26    | Шутеви на гол | 21    |       |                                                                            |

| 22. април 2015. 16:30 | Италија | 1 : 4 (0:2, 0:0, 1:2) | Мађарска | Арена Краков, Краков Посетилаца: 3.125 |

| Извор  | Извор         | Извор | Извор | Извор                                                                         |
| ------ | ------------- | ----- | ----- | ----------------------------------------------------------------------------- |
|        |               |       |       | Судије Андрис Ансонс Маркус Линде Линијске судије Ендру Далтон Тибор Ровенски |
|        |               |       |       |                                                                               |
| 10 мин | Искључења     | 8 мин |       |                                                                               |
| 11     | Шутеви на гол | 21    |       |                                                                               |

| 22. април 2015. 13:00 | Казахстан | 7 : 2 (3:0, 0:0, 4:2) | Јапан | Арена Краков, Краков Посетилаца: 2.479 |

| Извор | Извор         | Извор | Извор | Извор                                                                         |
| ----- | ------------- | ----- | ----- | ----------------------------------------------------------------------------- |
|       |               |       |       | Судије Вики Трилар Марк Вијеганд Линијске судије Рене Јенсен Војћех Мошчињски |
|       |               |       |       |                                                                               |
| 6 мин | Искључења     | 6 мин |       |                                                                               |
| 29    | Шутеви на гол | 24    |       |                                                                               |

| 22. април 2015. 20:00 | Пољска | 3 : 2 (0:0, 1:0, 2:2) | Украјина | Арена Краков, Краков Посетилаца: 5.975 |

| Извор | Извор         | Извор  | Извор | Извор                                                                            |
| ----- | ------------- | ------ | ----- | -------------------------------------------------------------------------------- |
|       |               |        |       | Судије Рене Храдил Данијел Конц Линијске судије Дмитри Гољак Александар Валдејер |
|       |               |        |       |                                                                                  |
| 8 мин | Искључења     | 12 мин |       |                                                                                  |
| 24    | Шутеви на гол | 19     |       |                                                                                  |

| 23. април 2015. 13:00 | Јапан | 3 : 2 (0:1, 1:0, 2:1) | Италија | Арена Краков, Краков Посетилаца: 2.572 |

| Извор | Извор         | Извор | Извор | Извор                                                                             |
| ----- | ------------- | ----- | ----- | --------------------------------------------------------------------------------- |
|       |               |       |       | Судије Рене Храдил Данијел Конц Линијске судије Матјаж Хрибар Александар Валдејер |
|       |               |       |       |                                                                                   |
| 0 мин | Искључења     | 4 мин |       |                                                                                   |
| 26    | Шутеви на гол | 26    |       |                                                                                   |

| 23. април 2015. 16:30 | Украјина | 2 : 4 (0:0, 2:1, 0:3) | Мађарска | Арена Краков, Краков Посетилаца: 3.774 |

| Извор | Извор         | Извор | Извор | Извор                                                                        |
| ----- | ------------- | ----- | ----- | ---------------------------------------------------------------------------- |
|       |               |       |       | Судије Маркус Линде Вики Трилар Линијске судије Рене Јенсен Војћех Мошчињски |
|       |               |       |       |                                                                              |
| 6 мин | Искључења     | 8 мин |       |                                                                              |
| 17    | Шутеви на гол | 32    |       |                                                                              |

| 23. април 2015. 20:00 | Казахстан | 3 : 2 (0:0, 2:1, 1:1) | Пољска | Арена Краков, Краков Посетилаца: 9.067 |

| Извор | Извор         | Извор  | Извор | Извор                                                                        |
| ----- | ------------- | ------ | ----- | ---------------------------------------------------------------------------- |
|       |               |        |       | Судије Андрис Ансонс Петер Гебеј Линијске судије Ендру Далтон Тибор Ровенски |
|       |               |        |       |                                                                              |
| 6 мин | Искључења     | 10 мин |       |                                                                              |
| 27    | Шутеви на гол | 23     |       |                                                                              |

| 25. април 2015. 13:00 | Јапан | 3 : 1 (0:0, 3:1, 0:0) | Украјина | Арена Краков, Краков Посетилаца: 2.467 |

| Извор  | Извор         | Извор  | Извор | Извор                                                                        |
| ------ | ------------- | ------ | ----- | ---------------------------------------------------------------------------- |
|        |               |        |       | Судије Андрис Ансонс Петер Гебеј Линијске судије Ендру Далтон Тибор Ровенски |
|        |               |        |       |                                                                              |
| 14 мин | Искључења     | 12 мин |       |                                                                              |
| 21     | Шутеви на гол | 27     |       |                                                                              |

| 25. април 2015. 16:30 | Италија | 0 : 3 (0:1, 0:0, 0:2) | Казахстан | Арена Краков, Краков Посетилаца: 3.110 |

| Извор | Извор         | Извор | Извор | Извор                                                                    |
| ----- | ------------- | ----- | ----- | ------------------------------------------------------------------------ |
|       |               |       |       | Судије Маркус Линде Вики Трилар Линијске судије Дмитри Гољак Рене Јенсен |
|       |               |       |       |                                                                          |
| 6 мин | Искључења     | 4 мин |       |                                                                          |
| 24    | Шутеви на гол | 20    |       |                                                                          |

| 25. април 2015. 20:00 | Мађарска | 2 : 1 (0:0, 0:0, 2:1) | Пољска | Арена Краков, Краков Посетилаца: 12.632 |

| Извор | Извор         | Извор | Извор | Извор                                                                               |
| ----- | ------------- | ----- | ----- | ----------------------------------------------------------------------------------- |
|       |               |       |       | Судије Данијел Конц Марк Вијеганд Линијске судије Матјаж Хрибар Александар Валдејер |
|       |               |       |       |                                                                                     |
| 4 мин | Искључења     | 6 мин |       |                                                                                     |
| 36    | Шутеви на гол | 29    |       |                                                                                     |

|  | Пласман у Елитну групу у 2016.           |
|  | Пласман у прву дивизију група Б, у 2016. |

| #  | Репрезентација | Ут | П | Ппр | Ипр | И | ГД | ГП | ГР  | Бод |
| -- | -------------- | -- | - | --- | --- | - | -- | -- | --- | --- |
| 1. | Казахстан      | 5  | 5 | 0   | 0   | 0 | 23 | 6  | +17 | 15  |
| 2. | Мађарска       | 5  | 4 | 0   | 0   | 1 | 14 | 11 | +3  | 12  |
| 3. | Пољска         | 5  | 2 | 0   | 0   | 3 | 9  | 9  | 0   | 6   |
| 4. | Јапан          | 5  | 2 | 0   | 0   | 3 | 10 | 16 | -6  | 6   |
| 5. | Италија        | 5  | 1 | 1   | 0   | 3 | 7  | 12 | -5  | 5   |
| 5. | Украјина       | 5  | 0 | 0   | 1   | 4 | 8  | 17 | -9  | 1   |

### Појединачна признања
- Одлуком организационог одбора турнира за најбоље играче проглашени су:
  - Најбољи голман:  Пшемислав Одробни
  - Најбољи одбрамбени играч:  Кевин Далман
  - Најбољи нападач:  Роман Старченко

Извор: 
- Најбоља петорка по оценама портских новинара:
  - Најкориснији играч турнира:  Роман Старченко
  - Голман:  Павел Полуектов
  - Одбрана:  Кевин Далман,  Матеуш Ромпковски
  - Напад:  Роман Старченко,  Ендру Сарауер,  Марцин Колуш

Извор: 

## Турнир групе Б
Такмичење у групи Б одржавало се у периоду 13—19. априла 2015, а све утакмице играле су се у леденој дворани IJssportcentrum капацитета 1.700 места, у Ајндховену у Холандији. Турнир се играо по једнокружном бод систему у пет кола. Прво место и пласман у групу А прве дивизије у наредној сезони обезбедила је селекција Јужне Кореје, док је домаћин Холандија на крају испала у групу А друге дивизије.
Списак судија делегираних за овај турнир је следећи:

### Резултати групе Б
Сатница је по локалном времену (УТЦ+2)
| 13. април 2015. 13:30 | Велика Британија | 3 : 2 (про) (0:1, 0:0, 2:1; 1:0) | Хрватска | , Ајндховен Посетилаца: 750 |

| Извор  | Извор         | Извор  | Извор | Извор                                                            |
| ------ | ------------- | ------ | ----- | ---------------------------------------------------------------- |
|        |               |        |       | Судије Шејн Воршов Линијске судије Марек Хлавати Сотаро Јамагучи |
|        |               |        |       |                                                                  |
| 10 мин | Искључења     | 24 мин |       |                                                                  |
| 36     | Шутеви на гол | 30     |       |                                                                  |

| 13. април 2015. 17:00 | Естонија | 3 : 7 (1:2, 1:3, 1:2) | Јужна Кореја | , Ајндховен Посетилаца: 750 |

| Извор  | Извор         | Извор | Извор | Извор                                                       |
| ------ | ------------- | ----- | ----- | ----------------------------------------------------------- |
|        |               |       |       | Судије Џеф Инграм Линијске судије Луис Белен Паси Нијеминен |
|        |               |       |       |                                                             |
| 31 мин | Искључења     | 6 мин |       |                                                             |
| 25     | Шутеви на гол | 48    |       |                                                             |

| 13. април 2015. 20:30 | Холандија | 0 : 1 (0:1, 0:0, 0:0) | Литванија | , Ајндховен Посетилаца: 1.500 |

| Извор  | Извор         | Извор  | Извор | Извор                                                             |
| ------ | ------------- | ------ | ----- | ----------------------------------------------------------------- |
|        |               |        |       | Судије Јакоб Грумсен Линијске судије Фредерик Монаје Давид Пердув |
|        |               |        |       |                                                                   |
| 25 мин | Искључења     | 10 мин |       |                                                                   |
| 35     | Шутеви на гол | 26     |       |                                                                   |

| 14. април 2015. 13:30 | Естонија | 1 : 2 (0:1, 1:0, 0:1) | Велика Британија | , Ајндховен Посетилаца: 500 |

| Извор | Извор         | Извор | Извор | Извор                                                       |
| ----- | ------------- | ----- | ----- | ----------------------------------------------------------- |
|       |               |       |       | Судије Анси Салонен Линијске судије Луис Белен Давид Пердув |
|       |               |       |       |                                                             |
| 2 мин | Искључења     | 6 мин |       |                                                             |
| 30    | Шутеви на гол | 32    |       |                                                             |

| 14. април 2015. 17:00 | Хрватска | 4 : 1 (0:1, 2:0, 2:0) | Литванија | , Ајндховен Посетилаца: 350 |

| Извор  | Извор         | Извор  | Извор | Извор                                                            |
| ------ | ------------- | ------ | ----- | ---------------------------------------------------------------- |
|        |               |        |       | Судије Џеф Инграм Линијске судије Фредерик Монаје Улрих Пардахер |
|        |               |        |       |                                                                  |
| 20 мин | Искључења     | 16 мин |       |                                                                  |
| 35     | Шутеви на гол | 31     |       |                                                                  |

| 14. април 2015. 20:30 | Јужна Кореја | 7 : 1 (2:0, 3:1, 2:0) | Холандија | , Ајндховен Посетилаца: 920 |

| Извор  | Извор         | Извор  | Извор | Извор                                                          |
| ------ | ------------- | ------ | ----- | -------------------------------------------------------------- |
|        |               |        |       | Судије Шејн Воршов Линијске судије Марек Хлавати Паси Ниеминен |
|        |               |        |       |                                                                |
| 20 мин | Искључења     | 12 мин |       |                                                                |
| 37     | Шутеви на гол | 18     |       |                                                                |

| 16. април 2015. 13:30 | Литванија | 6 : 1 (2:0, 0:1, 4:0) | Естонија | , Ајндховен Посетилаца: 300 |

| Извор | Извор         | Извор | Извор | Извор                                                            |
| ----- | ------------- | ----- | ----- | ---------------------------------------------------------------- |
|       |               |       |       | Судије Шејн Воршов Линијске судије Паси Ниеминен Сотаро Јамагучи |
|       |               |       |       |                                                                  |
| 8 мин | Искључења     | 6 мин |       |                                                                  |
| 30    | Шутеви на гол | 26    |       |                                                                  |

| 16. април 2015. 17:00 | Јужна Кореја | 2 : 3 (1:0, 1:2, 0:1) | Велика Британија | , Ајндховен Посетилаца: 700 |

| Извор  | Извор         | Извор  | Извор | Извор                                                         |
| ------ | ------------- | ------ | ----- | ------------------------------------------------------------- |
|        |               |        |       | Судије Јакоб Грумсен Линијске судије Луис Белен Марек Хлавати |
|        |               |        |       |                                                               |
| 14 мин | Искључења     | 12 мин |       |                                                               |
| 30     | Шутеви на гол | 30     |       |                                                               |

| 16. април 2015. 20:30 | Хрватска | 2 : 5 (2:2, 0:1, 0:2) | Холандија | , Ајндховен Посетилаца: 1.350 |

| Извор  | Извор         | Извор | Извор | Извор                                                          |
| ------ | ------------- | ----- | ----- | -------------------------------------------------------------- |
|        |               |       |       | Судије Аси Салонен Линијске судије Улрих Пардахер Давид Пердув |
|        |               |       |       |                                                                |
| 18 мин | Искључења     | 8 мин |       |                                                                |
| 24     | Шутеви на гол | 28    |       |                                                                |

| 18. април 2015. 13:30 | Литванија | 0:5 (0:0, 0:3, 0:2) | Јужна Кореја | , Ајндховен Посетилаца: 1.500 |

| Извор  | Извор         | Извор  | Извор | Извор                                                           |
| ------ | ------------- | ------ | ----- | --------------------------------------------------------------- |
|        |               |        |       | Судије Анси Салонен Линијске судије Улрих Пардахер Давид Пердув |
|        |               |        |       |                                                                 |
| 12 мин | Искључења     | 10 мин |       |                                                                 |
| 15     | Шутеви на гол | 46     |       |                                                                 |

| 18. април 2015. 17:00 | Хрватска | 5 : 2 (1:2, 2:0, 2:0) | Естонија | , Ајндховен |

| Извор | Извор         | Извор | Извор | Извор                                                              |
| ----- | ------------- | ----- | ----- | ------------------------------------------------------------------ |
|       |               |       |       | Судије Јакоб Грумсен Линијске судије Марек Хлавати Фредерик Монаје |
|       |               |       |       |                                                                    |
| 4 мин | Искључења     | 4 мин |       |                                                                    |
| 32    | Шутеви на гол | 28    |       |                                                                    |

| 18. април 2015. 20:30 | Велика Британија | 3 : 2 (3:1, 0:0, 0:1) | Холандија | , Ајндховен Посетилаца: 2.500 |

| Извор | Извор         | Извор | Извор | Извор                                                            |
| ----- | ------------- | ----- | ----- | ---------------------------------------------------------------- |
|       |               |       |       | Судије Џеф Инграм Линијске судије Паси Нијеминен Сотаро Јамагучи |
|       |               |       |       |                                                                  |
| 8 мин | Искључења     | 2 мин |       |                                                                  |
| 30    | Шутеви на гол | 17    |       |                                                                  |

| 19. април 2015. 13:30 | Јужна Кореја | 9 : 4 (1:1, 5:2, 3:1) | Хрватска | , Ајндховен Посетилаца: 1.500 |

| Извор  | Извор         | Извор  | Извор | Извор                                                          |
| ------ | ------------- | ------ | ----- | -------------------------------------------------------------- |
|        |               |        |       | Судије Џеф Инграм Линијске судије Марек Хлавати Паси Нијеминен |
|        |               |        |       |                                                                |
| 18 мин | Искључења     | 80 мин |       |                                                                |
| 39     | Шутеви на гол | 20     |       |                                                                |

| 19. април 2015. 17:00 | Литванија | 3 : 2 (0:1, 2:0, 1:1) | Велика Британија | , Ајндховен Посетилаца: 1.800 |

| Извор  | Извор         | Извор  | Извор | Извор                                                          |
| ------ | ------------- | ------ | ----- | -------------------------------------------------------------- |
|        |               |        |       | Судије Анси Салонен Линијске судије Луис Белен Сотаро Јамагучи |
|        |               |        |       |                                                                |
| 33 мин | Искључења     | 14 мин |       |                                                                |
| 15     | Шутеви на гол | 37     |       |                                                                |

| 19. април 2015. 20:30 | Холандија | 1 : 3 (0:2, 1:0, 0:1) | Естонија | , Ајндховен Посетилаца: 1.500 |

| Извор  | Извор         | Извор | Извор | Извор                                                             |
| ------ | ------------- | ----- | ----- | ----------------------------------------------------------------- |
|        |               |       |       | Судије Шејн Воршов Линијске судије Фредерик Монаје Улрих Пардахер |
|        |               |       |       |                                                                   |
| 22 мин | Искључења     | 4 мин |       |                                                                   |
| 22     | Шутеви на гол | 31    |       |                                                                   |

|  | Пласман у Пласман у Дивизију I, група А 2016.   |
|  | Пласман у Испали у Дивизију II, група А у 2016. |

| #  | Репрезентација   | Ут | П | Ппр | Ипр | И | ГД | ГП | ГР  | Бод |
| -- | ---------------- | -- | - | --- | --- | - | -- | -- | --- | --- |
| 1. | Јужна Кореја     | 5  | 4 | 0   | 0   | 1 | 30 | 11 | +19 | 12  |
| 2. | Велика Британија | 5  | 3 | 1   | 0   | 1 | 13 | 10 | +3  | 11  |
| 3. | Литванија        | 5  | 3 | 0   | 0   | 2 | 11 | 20 | -9  | 9   |
| 4. | Хрватска         | 5  | 2 | 0   | 1   | 2 | 16 | 20 | -4  | 7   |
| 5. | Естонија         | 5  | 1 | 0   | 0   | 4 | 10 | 21 | -11 | 3   |
| 6. | Холандија        | 5  | 1 | 0   | 0   | 4 | 9  | 15 | -6  | 3   |

### Појединачна признања
Одлуком организационог одбора турнира за најбоље играче проглашени су:
- - Најбољи голман:  Мантас Армалис
  - Најбољи одбрамбени играч:  Бен Оконор
  - Најбољи нападач:  Ли Јонг-џун

Извор: 